# Скінченновимірний простір
Скінченнови́мірний про́стір — це векторний простір, у якому є скінченний базис — породжувальна (повна) лінійно незалежна система векторів. Іншими словами, в такому просторі існує скінченна лінійно незалежна система векторів, лінійною комбінацією яких можна подати будь-який вектор даного простору.
Базис — це (одночасно) і мінімальна породжувальна (повна) система, і максимальна лінійно незалежна система векторів. Всі базиси містять однакову кількість елементів, яку називають розмірністю векторного простору.
Скінченновимірний простір, у якому введено скалярний добуток його елементів, називають евклідовим. Скінченновимірний простір, у якому введено норму його елементів, називають скінченновимірним нормованим. Наявність скалярного добутку або норми породжує в скінченновимірному просторі метрику.

## Властивості скінченновимірних просторів
Кожен елемент {\displaystyle x} скінченновимірного простору {\displaystyle X} можна подати єдиним чином у вигляді
{\displaystyle x=a_{1}e_{1}+a_{2}e_{2}+...+a_{n}e_{n},}
{\displaystyle a_{1},a_{2},...,a_{n}\in \mathbb {P} } де {\displaystyle \mathbb {P} } — поле (часто {\displaystyle \mathbb {R} } або {\displaystyle \mathbb {C} }), над яким розглядається простір {\displaystyle X}, {\displaystyle e_{1},e_{2},...,e_{n}\in X} — елементи базису. Це випливає з визначення базису.
Також будь-який базис в евклідовому просторі можна зробити ортонормованим за допомогою ортогоналізації Шмідта.
- Всі базиси скінченновимірного простору складаються з однакової кількості елементів. Ця властивість дає коректність визначення розмірності простору.
- Нехай {\displaystyle X} — скінченновимірний простір і {\displaystyle \{x_{1},x_{2},...,x_{k}\}} — лінійно-незалежна система елементів. Тоді цю систему завжди можна доповнити до базиса.
- Всі скінченновимірні простори однакової розмірності ізоморфні один одному.
- В будь-якому скінченновимірному просторі над полем {\displaystyle \mathbb {R} } можна ввести скалярний добуток. Наприклад, у просторі {\displaystyle X} із фіксованим базисом, розмірності {\displaystyle n}, можна ввести скалярний добуток за правилом:

 {\displaystyle \forall x_{1},x_{2}\in X,(x_{1},x_{2})=\sum _{k=1}^{n}a_{k}\cdot b_{k}}, де {\displaystyle \{a_{k}\},\{b_{k}\}} — компоненти векторів {\displaystyle x_{1}} і {\displaystyle x_{2}} відповідно.

Із цієї властивості випливає, що в скінченновимірному просторі над полем {\displaystyle \mathbb {R} } можна ввести норму і метрику. Як наслідок, можна отримати що:
  - {\displaystyle X} — рефлексивний простір[1].
  - Простір {\displaystyle X^{*}}, спряжений до деякого скінченновимірного простору {\displaystyle X}, скінченновимірний і його розмірність збігається з розмірністю {\displaystyle X}.
  - Для будь-якого підпростору {\displaystyle M\subset X} скінченновимірного простору {\displaystyle X} існує підпростір {\displaystyle M^{\perp }\subset X}[2] такий, що {\displaystyle \forall x\in M,\forall y\in M^{\perp },x\perp y} і {\displaystyle X} розкладається в пряму суму {\displaystyle M} і {\displaystyle M^{\perp }}, {\displaystyle X=M\oplus M^{\perp }}.
- В евклідовому просторі кожна слабко збіжна послідовність збігається сильно.
- Всі норми у скінченновимірному просторі над полем {\displaystyle \mathbb {R} } еквівалентні. Збіжність у евклідовому просторі еквівалентна покоординатній збіжності.
- Кожен лінійний неперервний оператор у скінченновимірному просторі можна подати у вигляді матриці.
- Простір {\displaystyle X} над полем {\displaystyle \mathbb {R} } є скінченновимірним тоді й лише тоді, коли одиничний оператор {\displaystyle I:X\rightarrow X} є цілком неперервним.
- Простір {\displaystyle X} є скінченновимірним тоді й лише тоді, коли знайдеться оборотний цілком неперервний оператор, що діє над {\displaystyle X}.
- Простір {\displaystyle X} є скінченновимірним тоді й лише тоді, коли одинична куля в {\displaystyle X} передкомпактна. Цю властивість можна переформулювати так: простір {\displaystyle X} є скінченновимірним тоді й лише тоді, коли будь-яка обмежна в {\displaystyle X} множина передкомпактна.
- Будь-який лінійний оператор {\displaystyle A:X\rightarrow Y}, визначений у скінченновимірному просторі {\displaystyle X} є неперервним і навіть цілком неперервним.
- У скінченновимірному просторі кожен оператор є унітарним тоді й лише тоді, коли він ізометричний, тобто зберігає скалярний добуток.

## Приклади
- Евклідів простір {\displaystyle \mathbb {E} ^{3}} має розмірність 3, за його базис можна вибрати трійку векторів

{\displaystyle \left\{{\begin{pmatrix}1\\0\\0\end{pmatrix}},{\begin{pmatrix}0\\1\\0\end{pmatrix}},{\begin{pmatrix}0\\0\\1\end{pmatrix}}\right\}}
Загальніший випадок — простору {\displaystyle \mathbb {R} ^{n}} розмірності n. Норму в них зазвичай задають одним з таких способів ({\displaystyle 1\leq p<\infty }):
{\displaystyle \|x\|_{p}={\sqrt[{p}]{\sum _{i=1}^{n}{|x_{i}|^{p}}}}} або {\displaystyle \|x\|_{\infty }=\max _{i=1,2,\dots ,n}{|x_{i}|}.}
Якщо ввести норму {\displaystyle \|x\|_{2}} і скалярний добуток {\displaystyle (x,y)={\sqrt {\sum _{i=1}^{n}{x_{i}y_{i}}}},} то простір буде евклідовим.
- {\displaystyle P^{n}} — простір усіх многочленів степеня не вище {\displaystyle n}. Розмірність цього простору {\displaystyle n+1}. Многочлени {\displaystyle 1,x,x^{2},...,x^{n}} утворюють у ньому базис.
- Нехай {\displaystyle X} — довільний лінійний простір і нехай {\displaystyle \{x_{1},x_{2},...,x_{n}\}} деяка лінійно-незалежна система векторів. Тоді лінійна оболонка, натягнута на цю систему є скінченновимірним простором.